# Binburrum ephippiatum
Binburrum ephippiatum is een keversoort uit de familie vuurkevers (Pyrochroidae). De wetenschappelijke naam van de soort is voor het eerst geldig gepubliceerd in 1926 door Wilson.